# Suwajdijja Kabira
Suwajdijja Kabira – wieś w Syrii, w muhafazie Ar-Rakka. W 2004 roku liczyła 6106 mieszkańców.